# Савай (язык)
Савай, или савайский язык (Weda, Weda-Sawai, Were) — южно-халмахерский язык австронезийской языковой семьи, на котором говорят в 13 деревнях округов Веда и Гане-Тимур провинции Северное Малуку (побережья: остров Хальмахера, южный полуостров, залив Веда) в Индонезии. Язык имеет диалекты веда, кобе, месса-доте, савай, фая-мафа, лексически язык похож на язык северный нуаулу. Молодёжь также учит индонезийский язык как первый, а затем учится понимать язык савай. Население также использует языки були, гане, индонезийский, маба, патани, северномолукканский малайский, тернате, тидоре, тобело. Язык отличается от салеманского языка.

## Фонология
В алфавите савай 14 согласных (b, d, f, g, j, k, l, m, n, ŋ, p, s, t, w) и 7 гласных (a, e, ɛ, i, o, ɔ, u).